# ローレンス・ビニョン
ロバート・ローレンス・ビニョン（Robert Laurence Binyon, CH, 1869年8月10日 - 1943年3月10日）は、イギリスの詩人、劇作家、学者。
ランカスター生まれ、両親は聖職者のフレデリック・ビニョン (Frederick Binyon)とメアリー・ドックレイ (Mary Dockray)。セント・ポールズ・スクール (ロンドン)に学び、トリニティ・カレッジ (オックスフォード大学) 在学時には詩作によりニューディゲット賞を1891年に獲得した。1893年から1933年に退職するまで大英博物館に勤めた。1904年に歴史学者シシリー・マーガレット・パウエル (Cicely Margaret Powell)と結婚し、芸術家ニコレテ・グレイを含む三女を設けた。
1914年のイギリス海外派遣軍の死傷者に心動かされ、ビニョンは最も有名な作品『フォー・ザ・フォーレン』を執筆した。この作品はイギリス、オーストラリア、ニュージーランド、カナダにおいてリメンバランス・サンデーの式典でしばしば朗読される。1915年にはフランスの病院の看護人に志願し、後にはイギリスで勤務してヴェルダンの戦いにおける戦傷者の介護に携わった。この経験をFor Dauntless Franceに記している。戦後は大英図書館に復帰し多くの美術書を執筆した。
1933年にはハーバード大学のノートン詩学教授 (Norton Professor of Poetry) に任じられた。1933年から1943年に没するまでの間にはダンテの『神曲』の翻訳を刊行した。ロンドン大空襲についての詩"The Burning of the Leaves"を含む戦争詩は彼の代表作と広く見なされている。

## 前半生
ローレンス・ビニョンはイングランド・ランカシャー州・ランカスターで生まれた。両親はイングランド国教会の聖職者フレデリック・ビニョン (Frederick Binyon)とメアリー・ドックレイ (Mary Dockray)であった。メアリーの父(ロバート・ベンソン・ドックレイ (Robert Benson Dockray))はロンドン・バーミンガム鉄道の技術長であり、先祖はクエーカー教徒だった。
ビニョンはセント・ポールズ・スクール (ロンドン)に学んだ。その後トリニティ・カレッジ (オックスフォード大学) で西洋古典学を専攻(「第一次学位取得試験」合格)し、詩作によりニューディゲット賞を1891年に獲得した。
1893年の卒業直後よりビニョンは大英博物館の印刷書籍部に勤め、博物館の展覧会カタログと自身の美術研究書の執筆を始めた。1895年には最初の著書Dutch Etchers of the Seventeenth Centuryが出版された。同年版画素描部に異動しキャンベル・ドジスンの部下となった。1909年にはビニョンは管理助手となり、1913年には新たな副部門となる東洋版画素描部の学芸員に任じられた。その頃彼は、エズラ・パウンド、リチャード・オールディントン、H.D.のような若いイマジズムの詩人たちに東洋の美術と文学を紹介し、ロンドンにおけるモダニズムの形成に重要な役割を果たした。大英博物館が刊行したビニョンの著書の多くには彼の詩人としての感性による影響があらわれているが、博物館収蔵イギリス絵画目録(4巻本)や中国日本版画仮目録のような純粋に学術的なものもある。

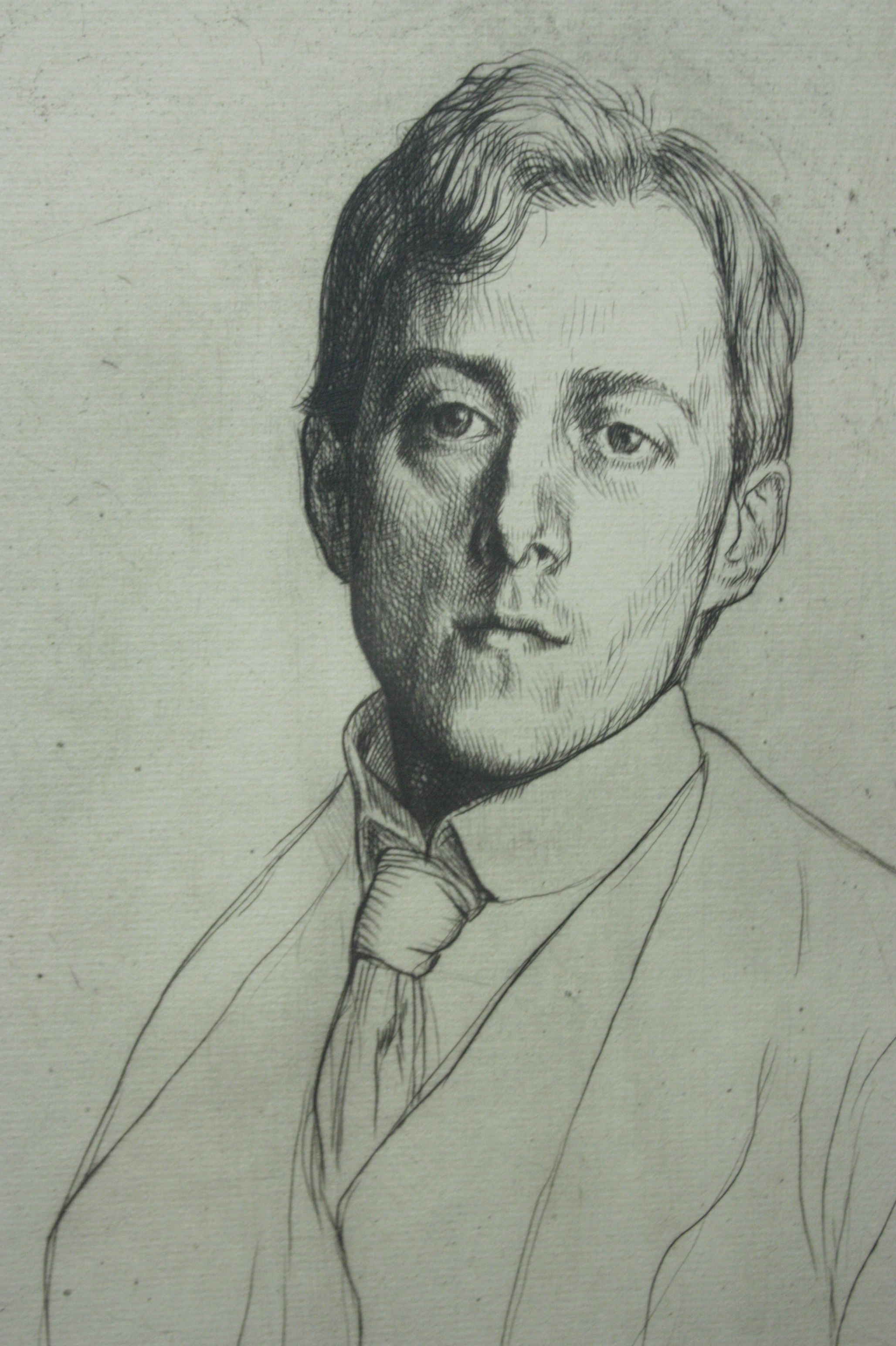
ローレンス・ビニョン、1898年、ウィリアム・ストラングによるドライポイント

1904年に歴史学者のシシリー・マーガレット・パウエル (Cicely Margaret Powell)と結婚し、三人の娘が生まれた。この頃ビニョンはオックスフォード・ストリートのウィーン・カフェの常連客として芸術家サークルに加わっていた。仲間の知識人にはエズラ・パウンド、サー・ウィリアム・ローゼンスタイン、ウォルター・シッカート、チャールズ・リケッツ、リュシアン・ピサロ、エドマンド・デュラックらがいた。
第一次世界大戦以前のビニョンの評判は、桂冠詩人アルフレッド・オースティンが1913年に死去した際に報道が取り沙汰した後継者候補の中にビニョンの名があったことから知れる(他にはトーマス・ハーディ、ジョン・メイスフィールド、ラドヤード・キップリングの名が挙がっていた。任命されたのはロバト・ブリッヂェズ であった)。

## 『フォー・ザ・フォーレン』
当時で言う「世界大戦」の開戦とイギリス海外派遣軍のあまりの死傷者数に心動かされ、ビニョンは1914年に詩『フォー・ザ・フォーレン』("Ode of Remembrance"はこの詩の第3-4連または第4連のみのことを指す)を書いた。そのとき彼は北部コーンウォール沿岸、ポルツェスかポーツレスの崖地帯に滞在していた。(どちらの場所にもこの詩の記念碑があるが、ビニョン自身はポルツェスと1939年のインタビューで述べている。この混乱はポルツェス近くにポーツレス・ファーム(Porteath Farm)があることと関係しているかも知れない)この作品は9月、国民感情がつい先ごろのマルヌ会戦に揺れている頃にタイムズ誌に掲載された。
今日ではビニョンのもっとも有名な詩となった『フォー・ザ・フォーレン』には、イギリスのリメンバランス・サンデーの礼拝でよく朗読される。オーストラリアとニュージーランドのANZACの日の礼拝やカナダの11月11日リメンバランス・デー礼拝では不可欠な要素となっている。こうして"Ode of Remembrance"は国を問わず戦傷者への賛歌としての座を得続けている。
They went with songs to the battle, they were young.
Straight of limb, true of eyes, steady and aglow.
They were staunch to the end against odds uncounted,
They fell with their faces to the foe.
They shall grow not old, as we that are left grow old:
Age shall not weary them, nor the years condemn.
At the going down of the sun and in the morning,
We will remember them.
They mingle not with their laughing comrades again;
They sit no more at familiar tables of home;
They have no lot in our labour of the day-time;
They sleep beyond England's foam
("Ode to Remembrance"は詩『フォー・ザ・フォーレン』に全7連の中盤の3連で、前後にさらに2つの蓮がある。追悼礼拝で用いられる頌歌(The Ode)は、通例では前傾の中盤3連のみである。詩の全文はこちら)
ビニョンの「フォー・ザ・フォーレン」を含む詩3作をサー・エドワード・エルガーは、最後の主要な管弦楽/声楽曲、「イングランドの精神」として音楽化している。
1915年には、陸軍の志願年齢制限を超えていたにもかかわらず、ビニョンはフランス軍兵士のためのイギリスの病院、フランスのアルク・アン・バロワ臨時病院に志願し、しばらくの間看護人として働いた。1916年夏にはイギリスに戻りヴェルダンの戦線から後送された兵士の看護に携わった。彼はこの経験をFor Dauntless France (1918)に記している。詩"Fetching the Wounded"と"The Distant Guns"はアルク・アン・バロワにおける病院勤務の経験より着想したものである。
2004年出版のCDオーディオブック『アーティスツ・ライフルズ (Artists Rifles)』には『フォー・ザ・フォーレン』のビニョン自身による朗読が収録されている。録音日時は不明で、日本にで78回転レコード盤で発売されたものである。このCDではジークフリード・サスーン、エドマンド・ブランデン、ロバート・グレーヴス、デイヴィッド・ジョーンズ、エッジェル・リックワードを含む他の大戦詩人たちの声をも聞くことができる。

## 後半生
戦後彼は大英博物館に復帰し多くの美術書、とりわけウィリアム・ブレイク、ペルシャ美術、日本美術に関するものを執筆した。彼の文化の文脈の概念を強く打ち出した古代日本・中国についての著作は、とりわけエズラ・パウンドとW.B. イェイツに影響を与えた。ブレイクとその後継者に関する著作は、当時ほとんど忘れ去られていたサミュエル・パーマーの作品への記憶を呼び起こした。ビニョンの関心の二面性はイギリスの幻想的ロマン主義が伝統的に内包していた地中海・東洋文化の豊かな不思議さへの関心を引き継いでいた。

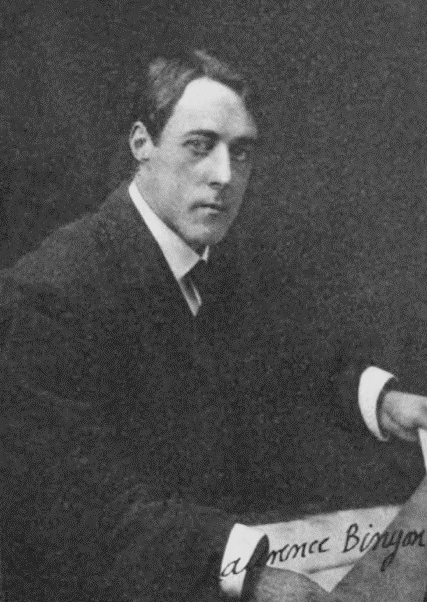
ローレンス・ビニョン

1931年には2巻本Collected Poems が刊行された。1932年にビニョンは版画素描部の学芸員に昇進したが、1933年に大英博物館を退職した。彼はバークシャー州ストリートリー近くのウエストリッジ・グリーン (Westridge Green)の地所に移り住み(第二次世界大戦中は彼の娘たちもここで暮らした)、詩作を続けた。
1933-1934年にビニョンはハーバード大学のノートン・チャールズ・エリオット詩学教授に任じられた。彼はThe Spirit of Man in Asian Artと題した連続講義を行い、これは1935年に出版された。ビニョンは研究活動を続けた。1939年5月にはオックスフォード大学の高名なロマネス・レクチャーをArt and Freedomの演題で行い、1940年にはアテネ大学のバイロン英文学教授に任ぜられた。彼はこの職を1941年4月のドイツ軍によるギリシャ侵攻を辛くも逃れて脱出せざるを得なくなるまで務めた。後任はロード・ダンセイニであった。(在任1940-1941年)
ビニョンは1909年頃よりパウンドと友人であったが、1930年代には極めて親密になった。パウンドは彼のことを親愛の情を込めて「ビンビン (BinBin)」と呼び、ダンテの翻訳に助力した。彼が後援した人物としては他にアーサー・ウェイリーがいた。(彼を大英博物館に採用したのはビニョンだった)
1933年から1943年にかけてビニョンは、ダンテの『神曲』の三韻句法による高評を得た英訳を出版した。これにはエズラ・パウンドが幾許かの編集補助を行っている。彼はこの翻訳に20年を捧げ死の直前に完成させた。この本の読者数はパオロ・ミラノがヴァイキング・ポータブル・ライブラリー・シリーズ (Viking's Portable Library series) の"The Portable Dante"に収めたことによって劇的に増加した。ビニョンは収録にあたり翻訳の全三部を大幅に改訂し、1981年にマーク・ムサ訳に置き換えられるまでに、(このシリーズの他の本が絶版になる中で)3版と8刷を数えた。
二次大戦中には、ビニョンはロンドン大空襲についての長詩"The Burning of the Leaves"の執筆を続け、これは彼の代表作と広く見なされている。2016年にポール・オープレイは両大戦期に書かれた詩をまとめた詩選集Poems of Two Warsを新たに編み、ビニョン作品序説において彼の後期の詩を最上のものとしている。
死の間際にはビニョンは3部から成る大規模なアーサー王三部作に取り組んでおり、第一部は没後にThe Madness of Merlin (1947) として出版された。
彼はダニーデン医院 (Dunedin Nursing Home) (レディング、バス・ロード (Bath Road)) にて、手術を受けたのちに1943年3月10日に73歳で死去した。葬儀はオックスフォード大学のトリニティ・カレッジ教会において1943年3月13日に営まれた。
ビニョンの遺灰が撒かれたアルドワースのセント・メアリ教会 (St. Mary's Church) には粘板岩製の記念碑がある。1985年11月11日にウェストミンスター寺院の詩人のコーナーで除幕された16人の偉大な大戦詩人を記念する石版にはビニョンの名もあった。石版の碑文は共に名を刻まれた大戦詩人ウィルフレッド・オーエンの引用である。碑文は次の通り。「私の主題は戦争、戦争の悲哀だ。詩は悲哀の中に在る ("My subject is War, and the pity of War. The Poetry is in the pity")」

## 家族
3人の娘(ヘレン (Helen)、マーガレット (Margaret)、ニコレテ (Nicolete))は芸術の道に進んだ。ヘレン・ビニョン　(1904–1979)はポール・ナッシュやエリック・ラヴィリオスと共に学び、オックスフォード大学出版局出版物の多くの挿絵を手がけ、人形使いでもあった。彼女は後に人形劇の教師となり Puppetry Today (1966) and Professional Puppetry in England (1973)を出版した。マーガレット・ビニョンは児童書を著し、これにはヘレンが挿画を描いた。ニコレテ(ニコレテ・グレイ)は卓越したカリグラファー・美学者となった。

## 来日
ビニョンは1929年に来日し、東京帝国大学において『イギリスの美術と詩における風景 (Landscape in English art and poetry)』と題した講演を行った(後日出版、日本語訳あり)。
詩人・英文学者の山宮允はビニョンの経歴と来日について次のように記している。

作者Binyonは1869年生れの英國の詩人竝に美術批評家で，創作，評論共に其の道の人の閒に重んじられて居ります。Oxford大學卒業後獨逸，佛蘭西，伊太利等の大陸諸國に美術行脚を試み，皈國後The British Museum（英國博物舘）に入り，同博物舘の東洋美術部長の職に在った人。1929年の秋來朝しまして，多年目のあたり觀たいとあこがれてゐた日本の美術や風光を賞し，東亰，京都，仙臺の各地で英國の美術及び文學に關する講演を行ひ，上野の美術硏究所で英國から持參しました水彩畫の展覽會を開き，吾々に多大の感銘を與へ，斯道に寄與したことは多數諸君の旣にご存知のことと思ひます。Binyonは如何にも英國人らしい地味な詩人で，約四十年に亘る文壇生活中一度も人氣作者となったことはありませんが，繊細優雅な，健實な作風，明るい樂天的思想に依って現代の英詩壇に重要な地位を占めて居ります。美術批評家としてのBinyonは特に支那，日本の繪畫，Blake及びBotticelliの硏究家として有名であります。

## 作品

### 詩作品
- Lyric Poems (1894)
- Porphyrion and other Poems (1898)
- Odes (1901)
- Death of Adam and Other Poems (1904)
- London Visions (1908)
- England and Other Poems (1909)
- "For The Fallen", The Times, 21 September 1914
- Winnowing Fan (1914)
- The Anvil (1916)
- The Cause (1917)
- The New World: Poems (1918)
- The Idols (1928)
- Collected Poems Vol 1: London Visions, Narrative Poems, Translations. (1931)
- Collected Poems Vol 2: Lyrical Poems. (1931)
- The North Star and Other Poems (1941)
- The Burning of the Leaves and Other Poems (1944)
- The Madness of Merlin (1947)
- Poems of Two Wars (2016)

1915年にシリル・ルーサムは『フォー・ザ・フォーレン』を合唱/管弦楽曲に編曲し、初演はケンブリッジ大学音楽協会・作曲者指揮により1919年に行われた。エドワード・エルガーはビニョンの詩3篇（The Fourth of August・To Women・ For the Fallen、詩文選The Winnowing Fanに収録されたもの）を『イングランドの精神、テナーまたはソプラノソロ、コーラスとオーケストラのための（1917）』として編曲した。

### イギリス美術・伝説
- Dutch Etchers of the Seventeenth Century (1895), Binyon's first book on painting
- John Crome and John Sell Cotman (1897)
- William Blake: Being all his Woodcuts Photographically Reproduced in Facsimile (1902)
- English Poetry in its relation to painting and the other arts (1918)
- Drawings and Engravings of William Blake (1922)
- Arthur: A Tragedy (1923)
- The Followers of William Blake (1925)
- The Engraved Designs of William Blake (1926)
- Landscape in English Art and Poetry (1931)
- English Watercolours (1933)
- Gerard Hopkins and his influence (1939)
- Art and freedom. (The Romanes lecture, delivered 25 May 1939). Oxford: The Clarendon press, (1939)

### 日本美術・ペルシャ美術
- Painting in the Far East (1908)
- Japanese Art (1909)
- Flight of the Dragon (1911)
- The Court Painters of the Grand Moguls (1921)
- Japanese Colour Prints (1923)
- The Poems of Nizami (1928) (Translation)
- Persian Miniature Painting (1933)
- The Spirit of Man in Asian Art (1936)

### 自伝
- For Dauntless France (1918) (War memoir)

### 伝記
- Botticelli (1913)
- Akbar (1932)

### 舞台劇
- Brief Candles A verse-drama about the decision of Richard III to dispatch his two nephews
- "Paris and Oenone", 1906
- Godstow Nunnery: Play
- Boadicea; A Play in eight Scenes
- Attila: a Tragedy in Four Acts
- Ayuli: a Play in three Acts and an Epilogue
- Sophro the Wise: a Play for Children

(上記作品のほとんどはジョン・メイスフィールドの劇場のために書かれたものである)
チャールズ・ヴィリアーズ・スタンフォードはAttilaの劇音楽を1907年に作曲している。